# Joseph Petrosino
Joseph Petrosino (nacido como Giuseppe Petrosino, pronunciación en italiano: /dʒuˈzɛppe petroˈziːno; -ˈsiːno/; 30 de agosto de 1860 – 12 de marzo de 1909) fue un policía de Nueva York nacido en Italia y que fue un pionero en la lucha contra el crimen organizado. Las técnicas de lucha contra el crimen que utilizó por primera vez Petrosino se siguen utilizando por las agencias de cumplimiento de la ley.

## Primeros años y familia

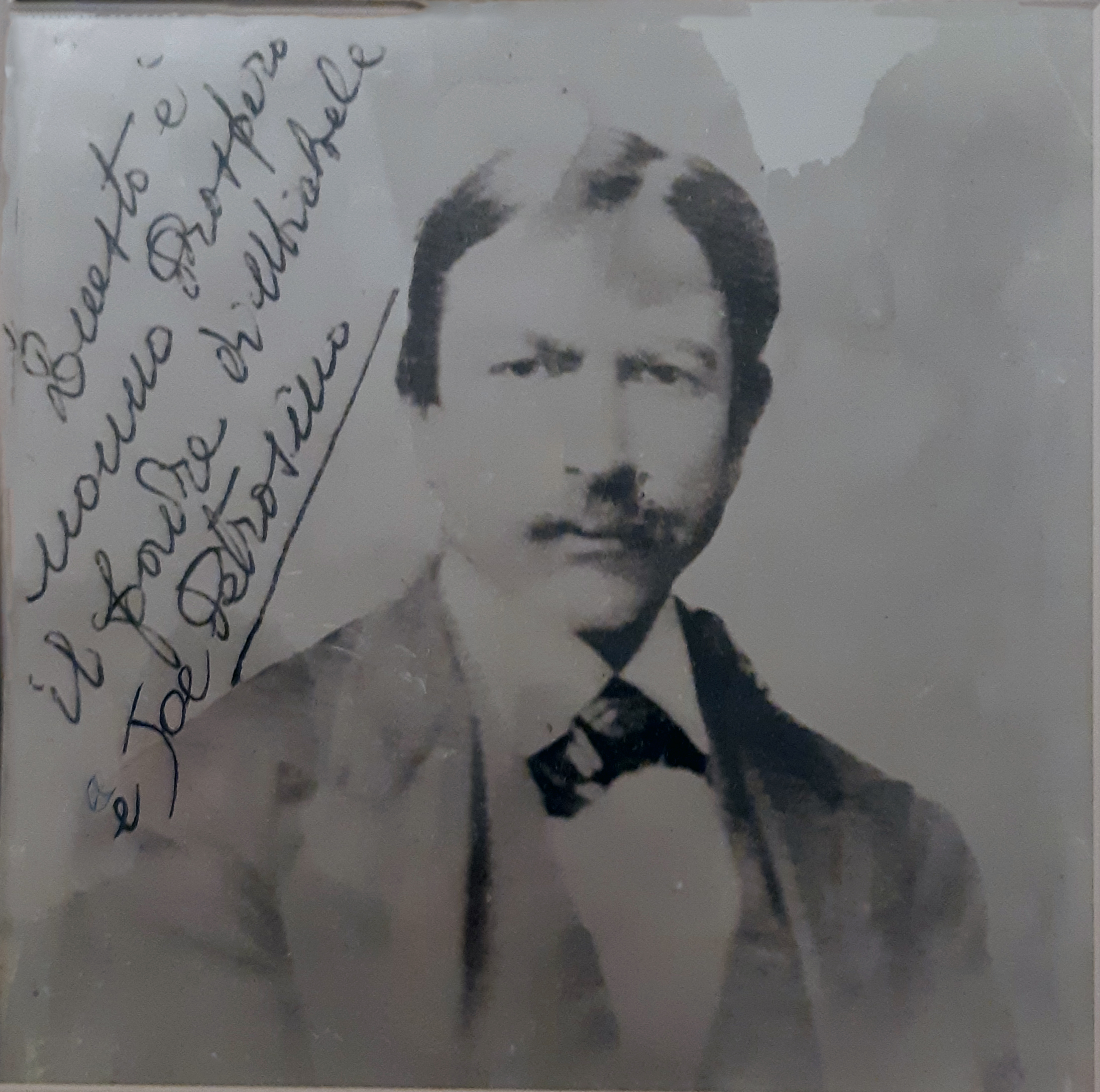
Prospero Petrosino (padre de Joe Petrosino)

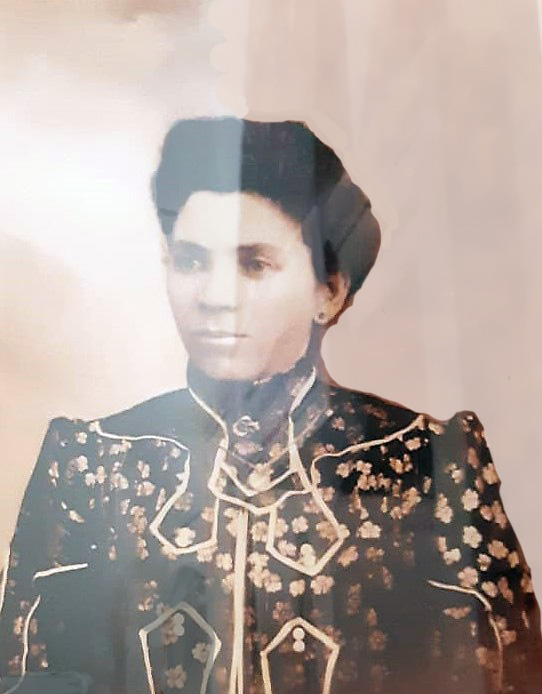
Maria Giuseppa Arato, madre de Joe

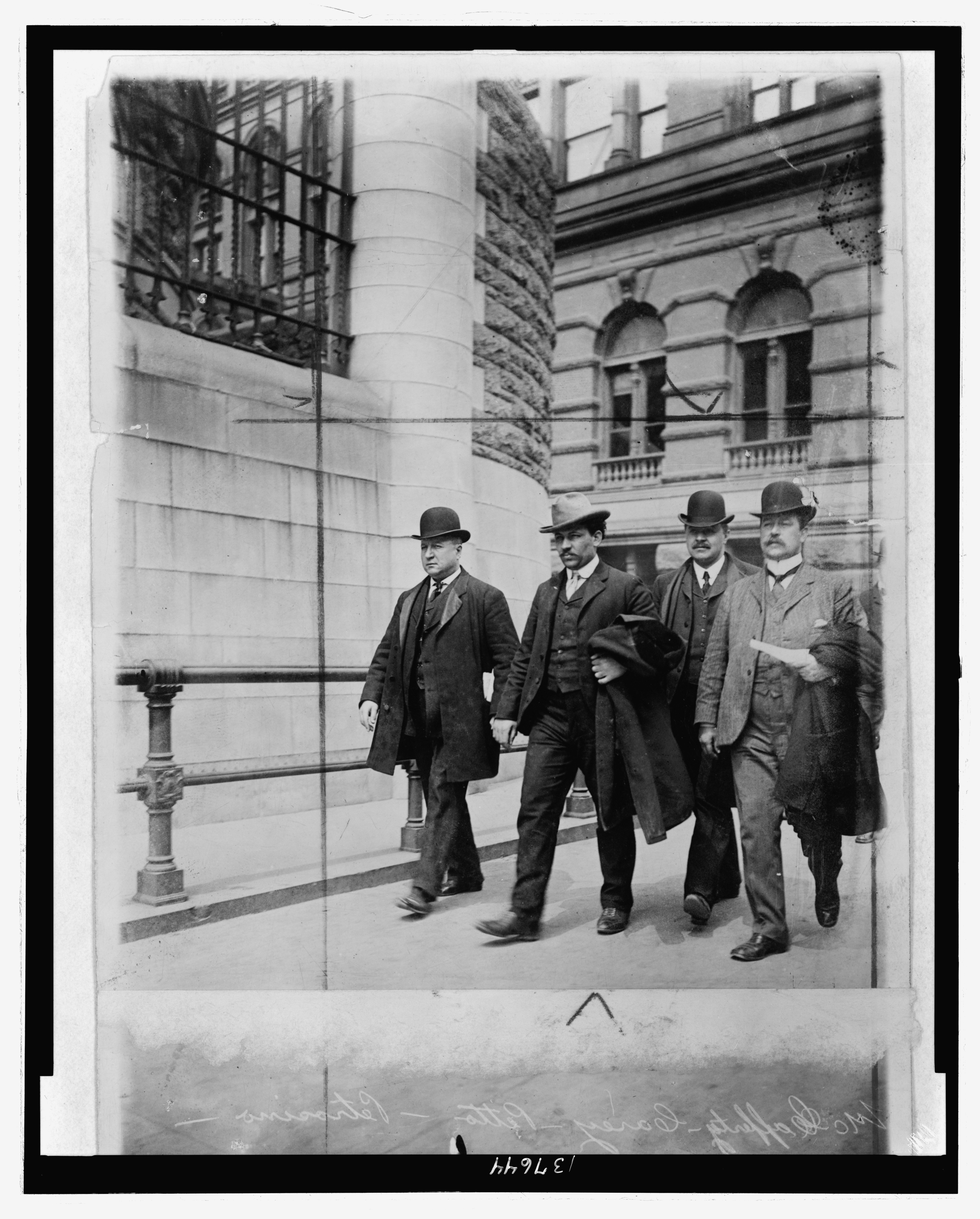
Teniente detective Joseph Petrosino (izquierda), inspector Carey e inspector McCafferty escoltando al sicario de la Mafia Petto the Ox (Tomaso Petto, segundo por la izquierda)

Giuseppe Petrosino nació en Padula, una comune en la Provincia de Salerno, en la región sureña italiana de la Campania. El joven Giuseppe fue enviado por su primo, Antonio Puppolo, a vivir con su abuelo en Nueva York. Un accidente de tranvía tomó la vida de su abuelo y los dos jóvenes primos terminaron, en vez de un orfelinato, en la casa del juez quien los llevó a vivir con su propia familia y los tuvo en ella hasta que sus familiares en Italia pudieron ser contactados y se hicieron arreglos para traer a los miembros de su familia. Así, Joseph Petrosino y su primo Anthony Puppolo vivieron con un jefe de familia irlandés "políticamente conectado" por un tiempo, que les abrió posibilidades de educación y empleo que no estaban disponibles para la mayoría de inmigrantes, especialmente los italianos. En 1874, los últimos miembros de la familia Petrosino emigró a los Estados Unidos.
Petrosino se casó con la viuda Adelina Saulino (1869–1957) el 6 de enero de 1908, con la que tuvo una hija, Adelina Petrosino Burke (1908–2004), que dio a luz a Susan Burke. Burke representó a la familia Petrosino en los homenajes dados al caído héroe de la Policía de Nueva York.

## Carrera
El 19 de octubre de 1883, se unió al Departamento de Policía de Nueva York (NYPD). Fue el primer hablante de italiano en la historia de la NYPD. Con sólo 1,60 metros de estatura, tuvo que obtener un permiso especial para que se le exonerase del requisito mínimo de altura. Se hizo amigo de Theodore Roosevelt, quien era un miembro del concejo de comisionados de policía que gobernaba la NYPD. Fluido en varios dialectos italianos, Petrosino fue capaz de resolver casos que otros oficiales no podían aclarar. Su habilidad para resolver casos en la comunidad italiana fue tal que siempre que se cometía un crimen serio en esa área, sus superiores lo llamaban. "¡Haz que venga el extranjero!"
El 20 de julio de 1895, Roosevelt lo promovió a sargento detective en cargo de la División de Homicidios del departamento. El pináculo de su carrera llegó en diciembre de 1908 cuando fue ascendido a teniente y puesto al frente de la Escuadra Italiana, un cuerpo de élite de detectives ítalo estadounidenses formada específicamente para lidiar con las organizaciones criminales como la Mafia, a la que Petrosino veía como una vergüenza para los italianos e ítalo estadounidenses decentes.

### La Mano Negra y Enrico Caruso
Un caso notable del trabajo de Petrosino con la Escuadra Italiana envolvió al tenor italiano Enrico Caruso, quien estaba actuando en la Metropolitan Opera House en Nueva York. Él estaba siendo extorsionado por gánsteres de la Mano Negra que demandaban dinero a cambio de su vida. Fue Petrosino, un amante de la ópera, quien convenció a Caruso de que lo ayudase a atrapar a los criminales.

### Asesinato de Wiliiam McKinley
Un segundo caso notable en el trabajo de Petrosino con la Escuadra Italiana fue su infiltración de una organización anarquista de base italiana sospechosa de tener vínculos con el asesinato del rey Umberto I en 1900. Durante su misión, descubrió evidencia que esa organización pretendía asesinar al presidente William McKinley durante su viaje a Buffalo, Nueva York. Petrosino advirtió al Servicio Secreto pero McKinley ignoró la advertencia incluso después de que Roosevelt, quien para aquel entonces ya era Vicepresidente de los Estados Unidos respaldara sus habilidades. McKinley fue asesinado por el polaco estadounidense Leon Czolgosz durante su visita a la Exposición Panamericana de Buffalo el 6 de septiembre de 1901.

### Arresto de Cascio Ferro
Las investigaciones de Petrosino sobre las actividades de la Mafia lo llevaron a Vito Cascio Ferro, en aquel entonces era un afiliado menor de la Mano Negra. En 1903, Petrosino lo arrestó bajo la sospecha de asesinato pero Cascio Ferro fue liberado. Este luego retornó a Sicilia, donde ascendió a lo más alto de la Mafia Siciliana. Cascio Ferro fue luego sospechoso del asesinato de Petrosino.
Petrosino también investigó el infame caso de 1903 del "asesinato del barril".

## Asesinato

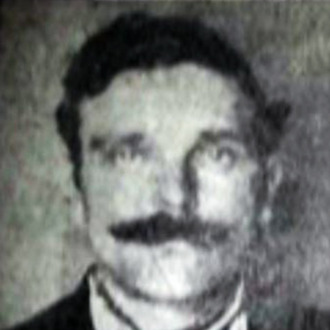
Paolo Palazzotto (asesino de Joe Petrosino)

En 1909, Petrosino hizo planes para viajar a Palermo, Sicilia, en una misión secreta. Una ley federal recientemente aprobada permitió al gobierno de los Estados Unidos deportar a cualquier extranjero que haya vivido en el país por menos de tres años si es que ese extranjero había sido apresado por cometer algún crimen en otro país. Petrosino fue armado con una larga lista de conocidos criminales italianos que se habían mudado a los Estados Unidos e intentó juntar suficiente evidencia de sus pasados criminales para expulsarlos del país de una vez por todas. Sin embargo, había ya signos que el secreto y el éxito de la misión estaban en duda: unas pocas semanas antes de su partida, los periódicos neoyorquinos citaban fuentes anónimas, probablemente el comisionado de policía de la ciudad Theodore A. Bingham, informando sobre el propósito de la misión secreta de Petrosino  y el embajador estadounidense en Italia, Lloyd Carpenter Griscom, expresó su preocupación directamente a Petrosino de que podría ser reconocido en Sicilia por "quizá un ciento de criminales". Subsecuentemente, mientras estuvo en Roma, Petrosino se informó de que estaba siendo seguido y le contó a un amigo que reconoció al hombre que lo seguía como alguien de Nueva York y luego lo observó ir a una oficina de telégrafos para alertar a sus compatriotas de la Sociedad Mano Negra en Noto, Sicilia de que él (Petrosino) estaba ya en Italia.
El 12 de marzo de 1909, luego de llegar a Palermo, Petrosino fue invitado a un encuentro nocturno en la Piazza Marina de esa ciudad para recibir información sobre la Mafia. Mientras esperaba por su "informante", Petrosino recibió un disparo en la cara por parte de dos asaltantes. Se reportó que Petrosino pudo disparar una vez en su dirección pero estaba sangrando profusamente y cayó al suelo. Un marinero italiano escuchó los disparos y acudió a su ayuda pero era demasiado tarde.
El día después del ataque, se recibió una carta anónima señalando que la Mano Negra de Nueva York había realizado el atentado. La carta nombraba a miembros de la familia criminal Morello: Joe Morello, Vincenzo Terranova, Ciro Terranova, Giuseppe Fontana, Ignazio Milone y Pietro Inzarillo. Cascio Ferro trabajó con estos hombres durante su estadía de tres años en Nueva York así que su participación es posible, pero "Nunca sabremos con seguridad si la carta fue o no un bulo".
Vito Cascio Ferro fue arrestado por el asesinato pero fue liberado luego de que un asociado suyo proveyó una coartada. Supuestamente, él habría dicho (mientras estaba en prisión) que mató personalmente al que fue "un hombre galante, no un enemigo".
El comisionado de policía de Palermo, Baldassare Ceola, listó cinco sospechosos sicilianos:
- Pasquale Enea, vinculado a la Mano Negra en Nueva York
- Giuseppe Fontana, previamente envuelto en un asesinato en Sicilia y con actividades de la Mano Negra en Nueva York.
- Gioacchino Lima, previamente acusado de asesinato, cuñado de Giuseppe Morello
- Ignazio Milone, que trabajó con Fontana en Nueva York
- Giovanni Pecoraro, vinculado al crimen en Sicilia y Nueva York y con Vito Cascio Ferro

Enrico Alfano también fue vinculado con el asesinato de Petrosino cuando empezó a manejar un garito de apuestas en el sótano del 108 Mulberry Street; Alfano se convirtió en uno de los principales objetivos del bajo mundo para Petrosino quien creía que él era la principal figura de la rama neoyorquina de la Camorra. El 17 de abril de 1907, Petrosino y sus agentes realizaron una redada en el apartamento del 108 Mulberry Street donde vivía Alfano y lo arrestaron. El arresto causó una senstación en Nápoles.
El autor e historiador Mike Dash identificó que los posibles asesinos fueron Carlo Costantino y Antonio Passananti. Costantino y Passananti murieron a fines de los años 1930 y en marzo de 1969, respectivamente. En el 2014, durante una investigación no relacionada hecha por la policía italiana, un descendiente afirmó que fue Paolo Palazzotto, un secuaz del anillo criminal Fontana de la ciudad de Palermo, fue el verdadero asesino y que ejecutó una orden de Cascio Ferro.

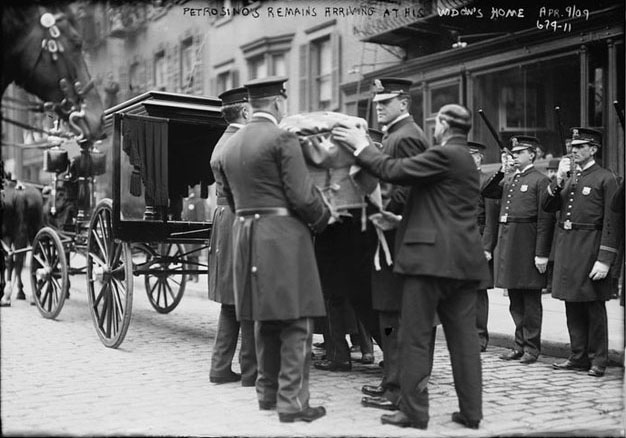
Funeral de Petrosino en Nueva York, abril de 1909

### Reacciones
El cónsul estadounidense en Palermo, W. H. Bishop, envió un cablegrama al comisionado de la NYPD Theodore A. Bingham informándole de las trágicas noticias y señalando que Petrosino "murió como un mártir." Bishop contó al The New York Times en mayo que era falso que Petrosino estuviera armado cuando fue asesinado; indicó que hablaba con él frecuentemente cuando estuvo en Palermo y que la noche de su asesinato, Petrosino dejó su revólver en su hotel y rechazó una escolta policial.
Tras escuchar las noticias de su muerte por parte de reporteros, Theodore Roosevelt fue sorprendido y dijo que "Petrosino fue un gran hombre y un buen hombre. Lo conocí por años y no conocía el temor."
El teniente Antonio Vachris, el jefe de la oficina de detectives italianos en Brooklyn, afirmó que se suponía que Petrosino debía estar acompañado por detectives policías en Palermo. Él sospechaba que Petrosino fue traicionado por alguien dentro de la policía de Palermo y llevado hacia su muerte. “El sabía, como lo sé yo," dijo Vachris al The New York Times, "que Palermo es el peor hueco en el sur de Italia por la Mafia. En esa ciudad hay por lo menos 100 criminales de la peor clase que conocían a Petrosino. Debido a su trabajo, muchos de ellos habían sido deportados de este país y él era un hombre marcado para ellos.”
El fiscal de distrito asistente Francis L. Carrao de Brooklyn también fue citado en The New York Times: "El gobierno italiano debe ser hecho responsable por la muerte del teniente Petrosino... La importancia de la misión del teniente Petrosino debe ser puesta en claro al cónsul general de Italia en Nueva York, la necesidad de poner en alerta al Ministro del Interior de Italia de su llegada y de que fuera protegido por el gobierno.”
Il Telegrafo: The Evening Telegraph, un periódico vespertino italiano en Nueva York, imprimió una editorial el 13 de marzo de 1909 en respuesta al asesinato de Petrosino que decía en una parte: "El asesinato de Petrosino es un mal día para los italianos en Estados Unidos, y ninguno de nosotros puede negar más que hay una sociedad de la Mano Negra en el país."

### Funeral

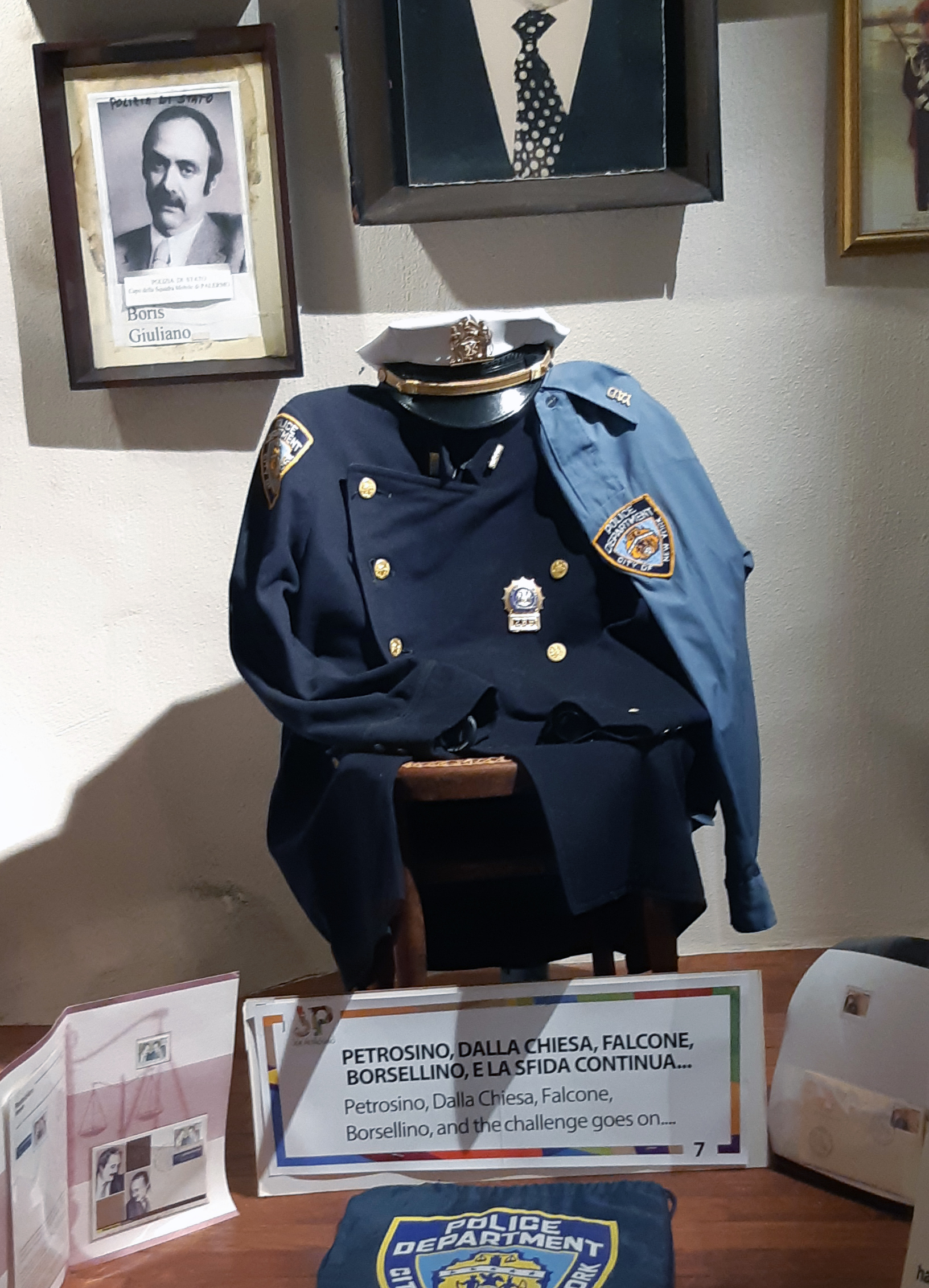
El uniforme de Joe Petrosino en la Casa y Museo Joe Petrosino en Padula

Los ritos funerarios para Petrosino se llevaron a cabo en Palermo, luego de lo cual su cuerpo fue enviado a Nueva York en el buque inglés S/S Slavonia, llegando el 9 de abril. El 12 de abril de 1909 los ritos funerarios se realizaron en la Catedral de San Patricio con más de 200 000 personas asistiendo a la procesión funeraria. La ciudad de Nueva York declaró el día de su entierro como feriado para permitir que los ciudadanos presentaran sus respetos. Un pilar coronado con un busto elaborado, inaugurado un año después de su muerte, marka su tumba en el Calvary Cemetery en Queens, Nueva York, . Varios personajes notables del crimen organizado están enterrados ahí, incluyendo miembros de la familia criminal Morello a los que él investigó, (por ejemplo, Giuseppe "Peter" Morello (Mano de gancho), Ignazio "el Lobo" Lupo (1877–1947), y los hermanos Terranova (que descansan en tumbas anónimas).

### Secuelas
En mayo de 1909 en Palermo, el cónsul estadounidense Bishop recibió amenazas de muerte que decían que recibiría el mismo destino que Petrosino si continuaba trabajando con las autoridades italianas en la búsqueda de los asesinos de Petrosino.
El 17 de julio de 1909, Baldassare Ceola fue relevado de su posición como comisionado de policía de Palermo.
La viuda de Petrosino (n. 1869) murió en 1957.

## Homenajes

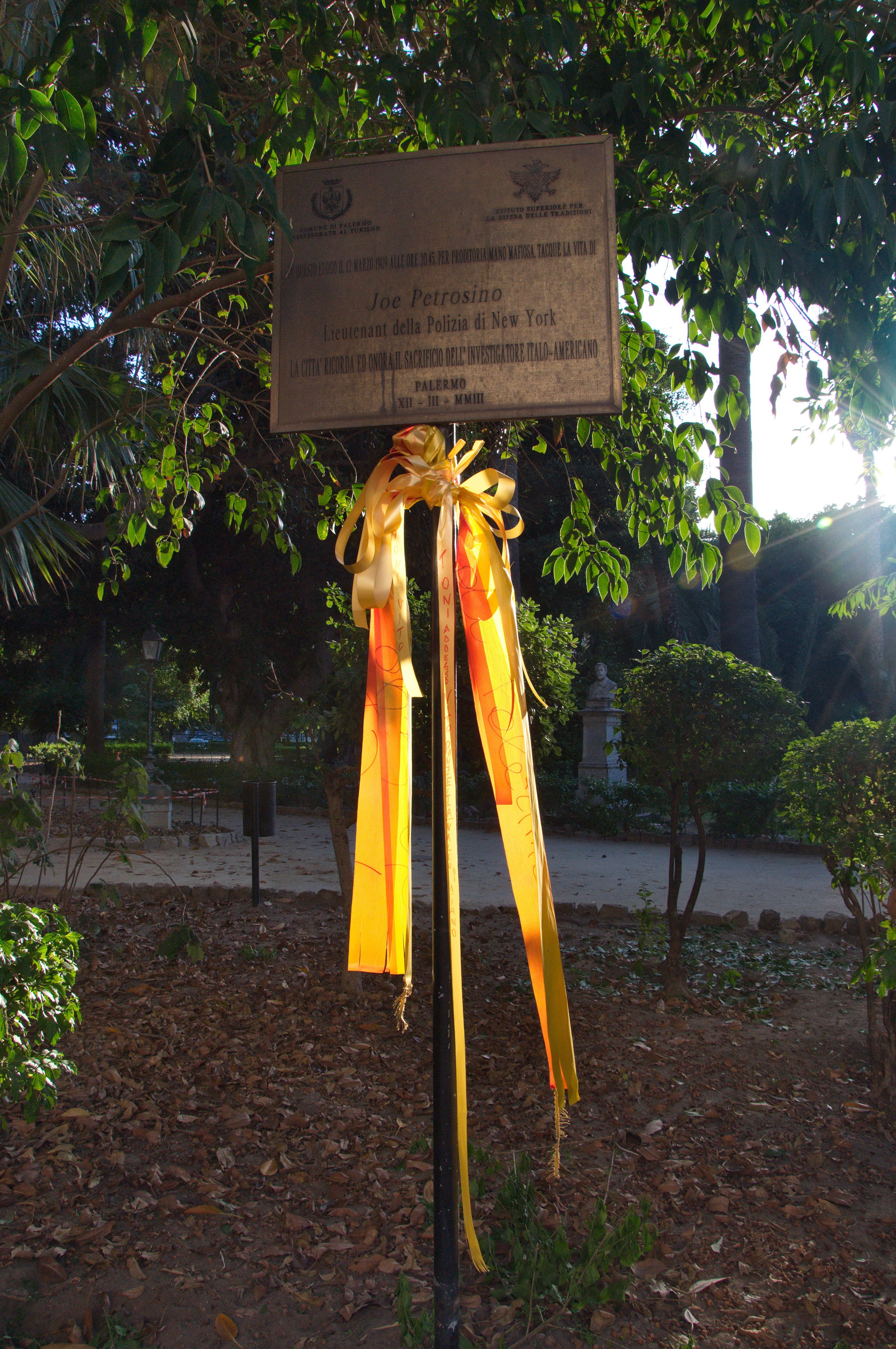
Pequeño memorial, Piazza Marina, Palermo

- En 1987, el nombre de un pequeño parque triangular en el bajo Manhattan fue cambiado de Kenmare Square a Lieutenant Joseph Petrosino Square en su honor. Esta rodeada por Cleveland Place y las calles Lafayette y Kenmare, dos cuadras al norte del antiguo cuartel general de la policía ubicado en el 240 Centre Street donde se juntan los barrios de Little Italy, Nolita, y SoHo.[30][31]
- Existe una exhibición dedidaca a Petrosino en el Museo Italo Estadounidense en 155 Mulberry Street en Little Italy. La exhibición le rinde tributo mostrando memorabilia que documenta su carrera. Incluye fotografísa, un antiguo LP, una carta de la Mano Negra original así como arte y un cómic sobre su vida. Una réplica de yeso del busto de bronce ubicado en Petrosino Square fue donado al museo por su creador, el artista Carter Jones.
- El 12 de marzo del 2003, un pequeño memorial, una placa de bronce en un pilar, fue levantado en Piazza Marina, Palermo, en memoria de Petrosino.[32]
- El Premio de Reportaje de Investigación Joe Petrosino (en italiano : Premio Cartuja de Padula Joe Petrosino) fue nombrado en su honor.[33]
- En el 2010, el correo italiano publicó una estampilla que conmemora el aniversario 150 de su nacimiento. La estamplilla muestra a Petrosino con la Estatua de la Libertad y el Puente de Brooklyn.

## En la cultura popular

### Películas
- Cuatro películas biográficas se hicieron de la vida de Petrosino, incluyendo: The Adventures of Lieutenant Petrosino (1912) de Sidney M. Goldin; Joe Petrosino (1934); Pay or Die (1960), protagonizada por Ernest Borgnine; y La Mano Negra (1973), protagonizada por Lionel Stander.
- El personaje del teniente Louis Lorelli (J. Carrol Naish) en The Black Hand (1950), interpretado por Gene Kelly, está basado en Petrosino.

### En la literatura
- El novelista británico Frederick Nolan escribió dos novelas basadas en la carrera de Petrosino en la NYPD: No Place to Be a Cop (1974)[34] y Kill Petrosino! (1975).[35][36]
- Petrosino aparece en la novela de Laurie Fabiano Elizabeth Street (2010).[37][38][39]
- El número enero/febrero del 2010 de Playboy publicó el artículo "Petrosino vs. The Black Hand", escrito por el novelista/guionista James Dalessandro.
- En My Ears Are Bent, colección de los artículos de Joseph Mitchell de los años 1930, Petrosino aparece como "Louis Sittenberg, el famoso detective neoyorquino que fue matado en un viaje a Italia para traer de vuelta a un agente de la Mano Negra." Si el informante de Mitchell se confundió o si Mitchell cambió adrede el nombre de Petrosino por alguna razón es algo que de ignora.
- En el 2017, el periodista estadounidense Stephan Talty escribió The Black Hand, una historia de la vida y carrera de Petrosino.[40]

### En televisión
- La historia de Petrosino se discute en el programa de dos horas del History Channel Godfathers, que presenta comentarios de Mario Cuomo, antiguo gobernador de Nueva York, y Bernard Kerik, antigo comisionado de policía de la ciudad de Nueva York.[41]
- Ha sido el objeto de dos dramas de la televisión italiana: fue interpretado en Petrosino (miniseries, 1972, dirigida por Daniele D'Anza) por Adolfo Celi y en Joe Petrosino (Película para TV, 2006) por Beppe Fiorello.[42]